# Michał Probierz
Michał Rafał Probierz (Bytom, Polonia, 24 de septiembre de 1972) es un exjugador y entrenador de fútbol polaco. Actualmente está sin club.
Como jugador, jugó como mediocampista y pasó la mayor parte de su carrera en el Górnik Zabrze. Como entrenador, ganó dos veces la Copa de Polonia y la Supercopa de Polonia, primero con el Jagiellonia Białystok en 2010 y luego con el Cracovia en 2020.

## Carrera como jugador
Comenzó su carrera profesional en el Ruch Chorzów y a los 21 años se marchó al Bayer Uerdingen de Alemania. En 1995 se trasladó al SG Wattenscheid 09, donde jugó y al mismo tiempo entrenó a jóvenes. En 1997 regresó a Silesia para jugar en el Górnik Zabrze, donde, al igual que en Wattenscheid, jugó y entrenó a jóvenes al mismo tiempo. En 2003, ascendió al puesto de entrenador asistente cuando Waldemar Fornalik era el primer entrenador. Mientras tanto, era el entrenador del TKKF Chorzów, que era un equipo de interior.
Luego, en la temporada 2003-04, se mudó al Pogoń Szczecin y en el verano de 2004 se convirtió en jugador del Widzew Łódź. Terminó su carrera futbolística tras sufrir una grave lesión (rotura de los ligamentos cruzados) el 21 de mayo de 2005. En total, en la primera liga (más tarde Ekstraklasa), jugó 260 partidos y marcó nueve goles.

## Carrera como entrenador

### Inicios y Jagiellonia Białystok
El 6 de octubre de 2005, con sólo 33 años, se convirtió en entrenador del Polonia Bytom. Cuando llegó a la ciudad de Bytom, el club ocupaba el penúltimo luga en la clasificación de la segunda liga (actualmente I Liga de Polonia). Al final de la temporada, el equipo terminó en el puesto N°15, pero gracias a la fusión de Amica Wronka y Lech Poznań tuvo derecho a jugar los play-offs, en los que derrotó al Unia Janikowo, permaneciendo en la liga.
El 1 de junio de 2006, Widzew Łódź anunció que Probierz se convertiría en el entrenador del club a partir de la temporada 2006-07. Durante su estadía, el equipo ocupó el puesto N°12 en la liga y fue eliminado en octavos de final de la Copa de Polonia. Después de seis encuentros de la temporada 2007-08, en las que el Widzew consiguió solamente tres puntos, Probierz fue despedido.
El 17 de diciembre de 2007, volvió a ser entrenador del Polonia Bytom. Bajo su ala, el equipo de Bytom perdió cinco partidos, empató cinco y ganó tres. Este resultado les permitió permanecer en la Ekstraklasa. El 22 de mayo de 2008, dejó su cargo de mutuo acuerdo.
En julio de 2008, Probierz fue nombrado entrenador del Jagiellonia Białystok de la Ekstraklasa. Durante la temporada 2009-10, obtuvo la Copa de Polonia tras vencer al Pogoń Szczecin por 1-0. Al hacerlo, el club ambién se clasificó para una competición europea por primera vez, ingresando a la tercera ronda de clasificación de la UEFA Europa League 2010-11.
Al comienzo de la temporada 2010-11, Probierz conquistó la Supercopa de Polonia tras una victoria por 1-0 sobre el Lech Poznań. Sin embargo, la aventura europea del Jagiellonia duró poco, ya que fueron eliminados en la tercera ronda de clasificación por el Aris Salónica, perdiendo 4-3 en el global. Al final de la temporada, dejó su cargo.

### ŁKS Łódź
El 5 de septiembre de 2011, Probierz fue nombrado entrenador del ŁKS Łódź. Su estadía en el club duró sólo 60 días y seis partidos, ya que anunció su marcha el 4 de noviembre de 2011 para incorporarse al Aris Thessaloniki.

### Aris Thessaloniki
Probierz asumió el cargo de entrenador del Aris Thessaloniki durante la temporada 2011-12, reemplazando a Sakis Tsiolis. Su estancia en Grecia fue corta y, tras una serie de malos resultados, abandonó el club de mutuo acuerdo el 5 de enero de 2012.

### Wisła Cracovia

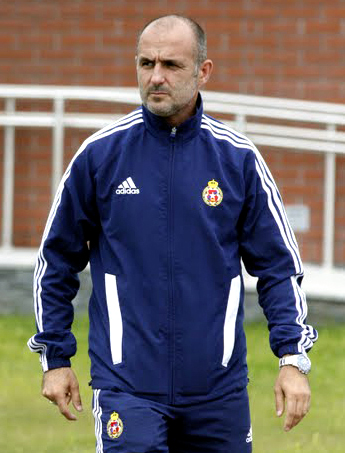
Probierz en 2012.

Menos de dos meses después de rescindir el contrato con el club griego, el 1 de marzo de 2012, Probierz asumió como entrenador del Wisła Cracovia. El 1 de octubre, durante una rueda de prensa tras el partido de liga contra el Piast Gliwice, presentó su renuncia que fue confirmada al día siguiente.

### GKS Bełchatów
En la misma ronda de la competición, el 14 de noviembre, asumió como entrenador de otro club de la Ekstraklasa: el GKS Bełchatów. Ocupó este cargo sólo hasta el 27 de diciembre, cuando su contrato fue rescindido de mutuo acuerdo.

### Lechia Gdańsk
El 4 de junio de 2013, Probierz acordó entrenar al Lechia Gdańsk antes de la temporada 2013-14. Permaneció hasta el 26 de marzo de 2014, donde dejó el equipo a pocas jornadas de la finalización del campeonato.

### Regreso al Jagiellonia Białystok
Un par de semanas después de dejar Lechia, Probierz regresó al antiguo club Jagiellonia Białystok el 7 de abril de 2014. En su primera temporada completa al mando, consiguió una tercera posición en la liga, clasificándose así para la primera ronda de clasificación de la UEFA Europa League 2015-16. Después de una mala temporada 2015-16, con el Jagiellonia terminando en la ronda de descenso, Probierz llevó al club a su mejor temporada de Ekstraklasa en la temporada 2016-17, terminando segundo detrás del campeón Legia Varsovia. Renunció inesperadamente el 4 de junio de 2017.

### Cracovia
El 21 de junio de 2017, se anunció que Probierz había firmado con el Cracovia de la Ekstraklasa. Los llevó al décimo lugar en la temporada 2017-18, pero aún en la ronda de descenso, Cracovia encabezó cómodamente el grupo, evitando el descenso a la I liga.
La siguiente temporada, Probierz llevó al club a un cuarto lugar en la ronda del campeonato y más tarde logró la clasificación para la primera ronda de clasificación de la UEFA Europa League 2019-20. Mientras estuvo allí, Cracovia después de quedar eliminado ante el equipo eslovaco DAC Dunajská Streda. En 2020, Probierz obtuvo la Copa de Polonia 2019-20, lo que llevó al equipo a clasificarse para las competencias europeas por segunda temporada consecutiva. El 9 de noviembre de 2021 renunció a sus cargos de técnico y vicepresidente y abandonó el club de mutuo acuerdo.

### Bruk-Bet Termalica Nieciecza
El 6 de enero de 2022, Probierz se unió al Termalica Bruk-Bet Nieciecza, que en ese momento estaba último en la liga. Dos días después, el 8 de enero del mismo año, el club informó que Probierz había solicitado por correo electrónico rescindir el contrato de mutuo acuerdo.

### Selección sub-21 de Polonia
El 4 de julio de 2022, fue anunciado como nuevo entrenador de la selección sub-21 de Polonia, reemplazando a Maciej Stolarczyk. Durante su mandato, la sub-21 registró cinco victorias, tres empates y dos derrotas en diez partidos.

### Selección de Polonia
Tras la destitución de Fernando Santos de su puesto como entrenador de la selección absoluta, Probierz fue confirmado como su sucesor el 20 de septiembre de 2023.En marzo de 2024, obtuvo la clasificación a la Eurocopa luego de vencer a Gales en la Repesca.En dicha competencia, fue la primera selección en quedar eliminada en la fase de grupos tras su derrota por 3-1 ante Austria en la segunda jornada. El 12 de junio de 2025, tras una pelea pública con Robert Lewandowski por despojarlo de su capitanía y una derrota ante Finlandia en la clasificación para la Copa Mundial de la FIFA 2026, presentó su renuncia al cargo.

## Clubes

### Como jugador
| Club               | País     | Año       |
| ------------------ | -------- | --------- |
| Ruch Chorzów       | Polonia  | 1990-1993 |
| Bayer Uerdingen    | Alemania | 1993-1995 |
| SG Wattenscheid 09 | Alemania | 1995-1997 |
| Górnik Zabrze      | Polonia  | 1997-2004 |
| Pogoń Szczecin     | Polonia  | 2004      |
| Widzew Lodz        | Polonia  | 2004-2005 |

### Como entrenador
| Club                        | País    | Año       |
| --------------------------- | ------- | --------- |
| Polonia Bytom               | Polonia | 2005-2006 |
| Widzew Lodz                 | Polonia | 2006-2007 |
| Polonia Bytom               | Polonia | 2007-2008 |
| Jagiellonia Białystok       | Polonia | 2008-2011 |
| ŁKS Lodz                    | Polonia | 2011      |
| Aris Thessaloniki           | Grecia  | 2011-2012 |
| Wisła Cracovia              | Polonia | 2012      |
| GKS Bełchatów               | Polonia | 2012      |
| Lechia Gdańsk               | Polonia | 2013-2014 |
| Jagiellonia Białystok       | Polonia | 2014-2017 |
| Cracovia                    | Polonia | 2017-2021 |
| Bruk-Bet Termalica          | Polonia | 2022      |
| Selección sub-21 de Polonia | Polonia | 2022-2023 |
| Selección de Polonia        | Polonia | 2023-2025 |

## Palmarés

### Como entrenador

#### Campeonatos nacionales
| Título               | Club                  | País    | Año     |
| -------------------- | --------------------- | ------- | ------- |
| Copa de Polonia      | Jagiellonia Białystok | Polonia | 2009-10 |
| Supercopa de Polonia | Jagiellonia Białystok | Polonia | 2010    |
| Copa de Polonia      | Cracovia              | Polonia | 2019-20 |
| Supercopa de Polonia | Cracovia              | Polonia | 2020    |